# BHF-Bank-Hochhaus
Das BHF-Bank-Hochhaus ist ein Hochhaus an der Bockenheimer Landstraße (Hausnummer 10) im Westend von Frankfurt am Main. Es entstand 1962–65 nach einem Entwurf von Sep Ruf und war mit 82 Metern und 23 Stockwerken bei seiner Eröffnung das höchste Gebäude Frankfurts. Die ABG Real Estate Group konzipiert das Hochhaus neu und wird das Bank-Hochhaus nach Auszug des Mieters in ein hochwertiges, modernes und nachhaltig ausgerichtetes Gebäude transformieren. Die Fertigstellung ist für 2027/2028 geplant.

## Geschichte

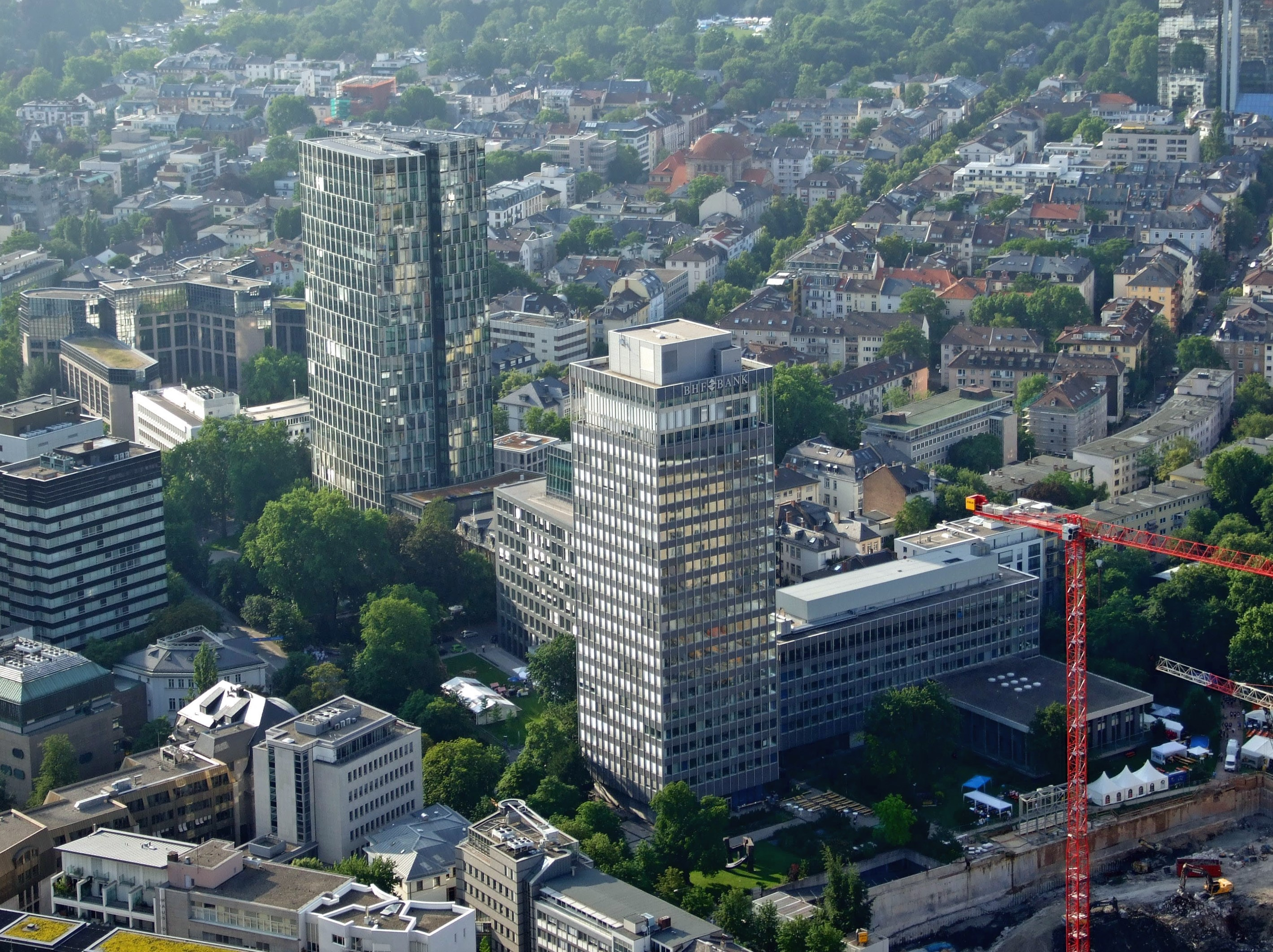
WestendDuo und BHF-Bank, vom Main Tower gesehen, Juni 2007

Die Berliner Handels-Gesellschaft, kurz BHG, war eine 1856 gegründete Berliner Bank, die nach dem Zweiten Weltkrieg ihre Geschäftstätigkeit einstellen musste. 1948 verlegte sie ihren Hauptsitz nach Frankfurt am Main.
1970 kam es zur Fusion mit Frankfurter Bank zur neuen Berliner Handels- und Frankfurter Bank, kurz BHF-Bank. Erst im Zuge des Zusammenschlusses kam es zu einem Mehrbedarf an Büroräumen und dem Bezug des schon fünf Jahre zuvor fertiggestellten Hochhauses. Dieses entstand im Westen des Rothschildparks, dessen Bebauung im Zweiten Weltkrieg nahezu vollständig zerstört worden war.
In den 1990er Jahren verfolgte die BHF-Bank den Plan, das Gebäude wegen gestiegenen Platzbedarfes durch einen wesentlich größeren Neubau zu ersetzen, jedoch genehmigte die Stadt dieses Vorhaben nicht und stellte das Hochhaus schließlich unter Denkmalschutz. Daraufhin ließ die Privatbank einen Erweiterungsbau in Offenbach am Main errichten, um das Büroflächenproblem zu lösen.

## Architektur
Das Hauptgebäude im Süden des Geländes hat einen quadratischen Grundriss von 25 × 25 Metern und wurde in Stahlbetonskelettbau erstellt. Diesem war ursprünglich eine Fassade mit Brüstungen aus hellem Brač-Marmor vorgehängt. Bei einem jüngeren Umbau wurde der Naturstein durch eine Plastikverkleidung ersetzt.

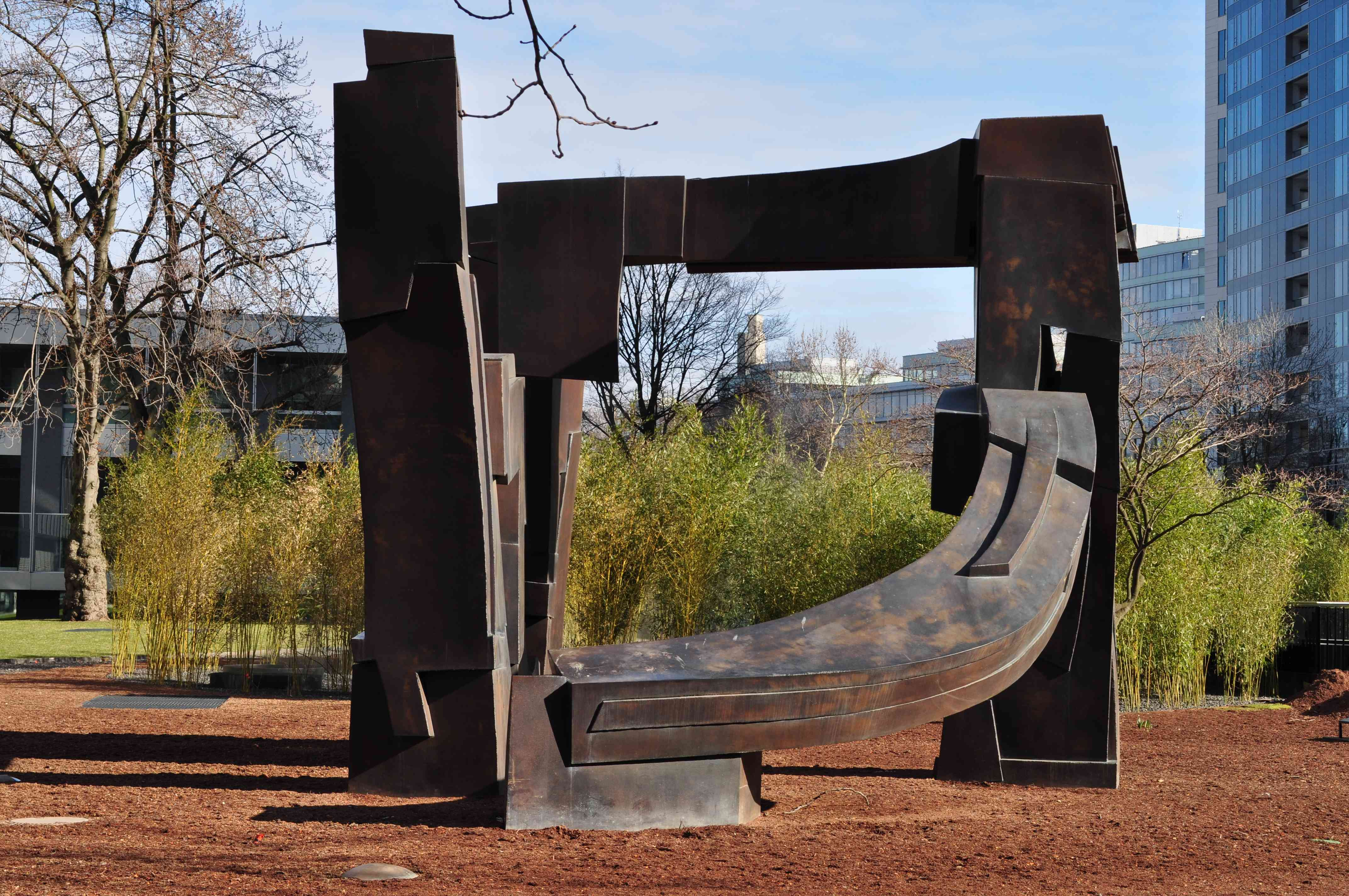
Skulptur Brückenschlag, März 2010

Baudekoration fehlt zeittypisch vollständig. Horizontal wird das Gebäude durch den Wechsel von umlaufenden Fensterbändern und den dunklen Brüstungsfeldern gegliedert, vertikal durch eine Gestängekonstruktion aus Stahl mit regelmäßigen Abständen. Kurz vor dem flachen, jedoch hohen Dachabschluss mit dem Firmenlogo springt die Glasfassade bei in gleicher Flucht fortlaufendem Gestänge für einige Stockwerke zurück. Dadurch ergibt sich für das Dach ein von der Statik losgelöster Eindruck. Im Nordwesten schließt an den Hochbau ein langgezogen-rechteckiger Anbau, an diesen im Nordosten ein weiterer zweistöckiger auf quadratischem Grundriss an.
2001 wurde die Skulptur Brückenschlag des Bildhauers Volker Bartsch vor dem BHF-Hochhaus an der Bockenheimer Landstraße aufgestellt. Die 9,8 Tonnen schwere Bronzeskulptur mit den Maßen 5 mal 6 mal 7,50 Meter wurde in fünf Monaten unter Verwendung von rund 60.000 Meter Bronzedraht geschweißt.